# Sally's Pigeons
Sally's Pigeons è un singolo della cantante statunitense Cyndi Lauper, pubblicato nel 1993 ed estratto dall'album Hat Full of Stars.
Il brano è stato coscritto da Cyndi Lauper e Mary Chapin Carpenter.

## Tracce
- 5" (Germania)

1. Sally's Pigeons – 3:46
2. Feels Like Christmas – 4:34
3. Someone Like Me – 4:07